# Northern Ireland Housing Executive
Die Northern Ireland Housing Executive (NIHE) ist die öffentliche Wohnungsbehörde für Nordirland. Es ist Nordirlands größter Sozialwohnungsvermieter und die Vollstreckungsbehörde für jene Teile von Wohnungsverfügungen, die Häuser mit mehreren Bewohnern, ungeeignete Häuser und Wohnbedingungen betreffen. Zum 31. März 2022 beschäftigte die NIHE 2865 Mitarbeiter.

## Funktionen und Verantwortlichkeiten
Die Website der Northern Ireland Housing Executive nennt ihre Hauptfunktionen wie folgt:
- die Wohnverhältnisse und Wohnanforderungen regelmäßig zu prüfen;
- weitreichende Programme zu erstellen, um diesen Bedarf zu decken;
- die Schließung, den Abriss und die Räumung ungeeigneter Häuser zu bewirken;
- die Verbesserung des Zustands des Wohnungsbestands zu bewirken;
- die Bereitstellung neuer Häuser zu fördern;
- Einrichtung von Wohnungsinformations- und -beratungsdiensten;
- sich mit den Bezirksräten und dem Wohnungsrat von Nordirland zu beraten;
- seinen eigenen Wohnungsbestand in Nordirland zu verwalten

Die Organisation ist auch die Energiesparbehörde für Nordirland. Sie ist gesetzlich für Obdachlosigkeit zuständig und verwaltet auch das Wohngeldsystem und das Programm „Supporting People“ in Nordirland.

## Geschichte

### Hintergrund
Vor der Einrichtung der Housing Executive wurde der öffentliche Wohnungsbau in Nordirland hauptsächlich von den Kommunalverwaltungen verwaltet. Nur Tarifzahler und ihre Ehepartner konnten bei den Gemeinderatswahlen wählen – Untermieter und Erwachsene, die bei ihren Eltern lebten, konnten dies nicht, so dass die Zuweisung von Wohnraum aus politischen Gründen verzerrt wurde. Dies nahm größtenteils die Form der Diskriminierung von Katholiken an, um die Kontrolle der Unionisten über die Räte zu gewährleisten. Der Widerstand dagegen war ein wichtiger Bestandteil der nordirischen Bürgerrechtsbewegung der späten 1960er Jahre. Nach Bürgerunruhen in den Jahren 1968–69 stellte eine von der nordirischen Regierung eingesetzte und von Lord Cameron geleitete Kommission fest, dass „Beschwerden in Bezug auf die Wohnung die erste allgemeine Ursache für die von ihr untersuchten Unruhen waren“. Der Bericht von Lord Cameron kam zu dem Schluss:
Ein zunehmendes Gefühl anhaltender Ungerechtigkeit und Groll unter großen Teilen der katholischen Bevölkerung in Nordirland, insbesondere in Derry und Dungannon, in Bezug auf die unzureichende Bereitstellung von Wohnraum durch bestimmte lokale Behörden, unfaire Methoden der Zuweisung von gebauten Häusern und insbesondere von solchen Behörden überlassen werden; Weigerung und Versäumnis, ein „Punkte“-System bei der Festlegung von Prioritäten und Zuweisungen einzuführen, und Missbrauch in bestimmten Fällen von Ermessensbefugnissen bei der Zuweisung von Häusern, um die unionistische Kontrolle über die Kommunalbehörde aufrechtzuerhalten.

### Einrichtung
Die Housing Executive wurde 1971 durch den nordirischen Housing Executive Act gegründet. Eine einzige Allzweck-Wohnungsbehörde für Nordirland wurde bereits 1964 von der Northern Ireland Labour Party befürwortet, aber erst der britische Innenminister James Callaghan, der die Regierung von Stormont nach den Unruhen in Belfast im August 1969 besuchte, drängte auf eine einheitliche Wohnungsorganisation, die das Stormont-Regime ernst nahm. Obwohl das Gesetz vom Entwicklungsminister der Unionisten von Ulster, Brian Faulkner, vorgeschlagen wurde, wurde es von unionistischen Rechten und Anhängern von Ian Paisley entschieden abgelehnt.
Die neue Organisation übernahm 1971 die Funktionen und Mitarbeiter des Northern Ireland Housing Trust, 1972 die Wohnungsfunktionen und Mitarbeiter von 61 lokalen Behörden und die Wohnungsfunktionen der New Town Development Commissions für Derry, Antrim, Ballymena und Craigavon im Jahr 1973. Sie wurde Vermieter von mehr als 150.000 Wohnungen und führte eine punktebasierte Politik ein, die Unparteilichkeit bei der Zuteilung gewährleisten sollte. Trotz der Bemühungen, integriertes Wohnen zu fördern, blieb das Sektierertum bestehen, und noch 2011 waren 90 % aller Siedlungen von Housing Executive überwiegend durch religiöse Identität geprägt.
Eine Hauszustandserhebung aus dem Jahr 1974 ergab, dass Nordirland die schlechtesten Wohnbedingungen im Vereinigten Königreich aufwies, wobei fast 20 % der Häuser für Menschen unbewohnbar waren. Die Housing Executive startete ein Wohnungsbauprogramm, bei dem zwischen 1975 und 1996 über 80.000 neue Häuser gebaut wurden. Sie entfernte sich von den in den 1960er Jahren üblichen Hochhäusern und konzentrierte sich auf zwei- und dreistöckige Häuser. 1976 führte sie ein Renovierungsbeihilfeprogramm ein, das die Modernisierung von Privathäusern ermöglichte. Eine zweite Hauszustandserhebung, die 1979 durchgeführt wurde, ergab, dass die Untauglichkeit auf 14 % gesunken war. Bei einer dritten Erhebung im Jahr 1984 wurde sie weiter auf 8,4 % gesenkt. 2011 waren es 2,4 %.
1979 wurde ein Kaufrecht eingeführt, das es Mietern ermöglichte, ihre Häuser zu ermäßigten Preisen zu kaufen. Verfallene Häuser wurden auf dem freien Markt zu Preisen von nur 100 Pfund verkauft, begleitet von Darlehen und Zuschüssen, um Käufern bei der Renovierung zu helfen. Die Housing Executive erprobte ein Modell für gemeinsames Eigentum, das zur Gründung der Northern Ireland Co-Ownership Housing Association führte.
1991 besaß die Housing Executive 170.000 Wohnungen in Nordirland. Bis 2016 hatte sich der Wohnungsbestand auf weniger als 90.000 reduziert. 2002 stellte die Wohnungsverwaltung den Wohnungsneubau ein, diese Funktion wurde von Wohnungsbaugesellschaften übernommen.

### Skandale
Eine Kommission unter der Leitung von Richter Robin Rowland QC wurde 1977 eingesetzt, um die Verträge von Housing Executive zu untersuchen. Sie berichtete 1979 und stellte fest, dass öffentliche Gelder in die Hände von Tarnorganisationen der Irisch-Republikanischen Armee gelangt waren. In den 1980er Jahren wurde die Exekutive vom Public Accounts Committee auf Unregelmäßigkeiten bei öffentlichen Haftungsansprüchen und Fernwärme untersucht. 

### Vorschläge
Ein im Juni 2010 von der Queen’s University Belfast veröffentlichter Bericht stellte fest, dass der Sozialwohnungsbau in Nordirland nicht ausreichend finanziert war. Im Jahr 2016 wurde geschätzt, dass der bestehende Wohnungsbestand der Housing Executive in den nächsten 30 Jahren Investitionen in Höhe von 7 Milliarden Pfund benötigte.
Im Jahr 2013 kündigte Nelson McCausland von der Democratic Unionist Party (DUP), damals Minister für soziale Entwicklung in der nordirischen Exekutive, einen Plan an, die Housing Executive aufzulösen, ihre strategische Funktion im öffentlichen Sektor beizubehalten und ihre Vermieterverantwortung an Wohnungsbaugesellschaften zu übertragen.  McCausland verließ das Ministerium für soziale Entwicklung im Jahr 2014, und seine Vorschläge wurden von seinen Nachfolgern nicht umgesetzt. Im November 2020 kündigte die Gemeindeministerin Carál Ní Chuilín von Sinn Féin Pläne an, der Housing Executive zu erlauben, Kredite aufzunehmen, um in ihren Wohnungsbestand zu investieren.